# Греково-Александровка
Гре́ково-Алекса́ндровка (укр. Греково-Олександрівка) — село на Украине, находится в Тельмановском районе Донецкой области. Под контролем самопровозглашённой Донецкой Народной Республики.

## Общие сведения
Код КОАТУУ — 1424883202. Почтовый индекс — 87171. Телефонный код — 6279.

## География
Село расположено на правом берегу реки под названием Грузский Еланчик.

### Соседние населённые пункты
С: Кузнецово-Михайловка (выше по течению Грузского Еланчика)
СЗ: Первомайское, Воля, Черевковское
СВ: Котляровское
З: Зерновое
В: Новоалександровка, Зелёный Гай
ЮЗ: Свободное, Терновка
ЮВ: —
Ю: Михайловка, Радянское, Зори, Ивановка, Коньково (все ниже по течению Грузского Еланчика)

## История
В Области Войска Донского слобода входила в Александровскую волость Таганрогского округа. В ней существовала церковь иконы Божией Матери Одигитрия.

## Население
Население по переписи 2001 года составляло 601 человека.

## Адрес местного совета
87170, Донецкая область, Тельмановский р-н, с. Михайловка, ул. Центральная, 13а, тел. 2-63-10.